# 川端通商店街

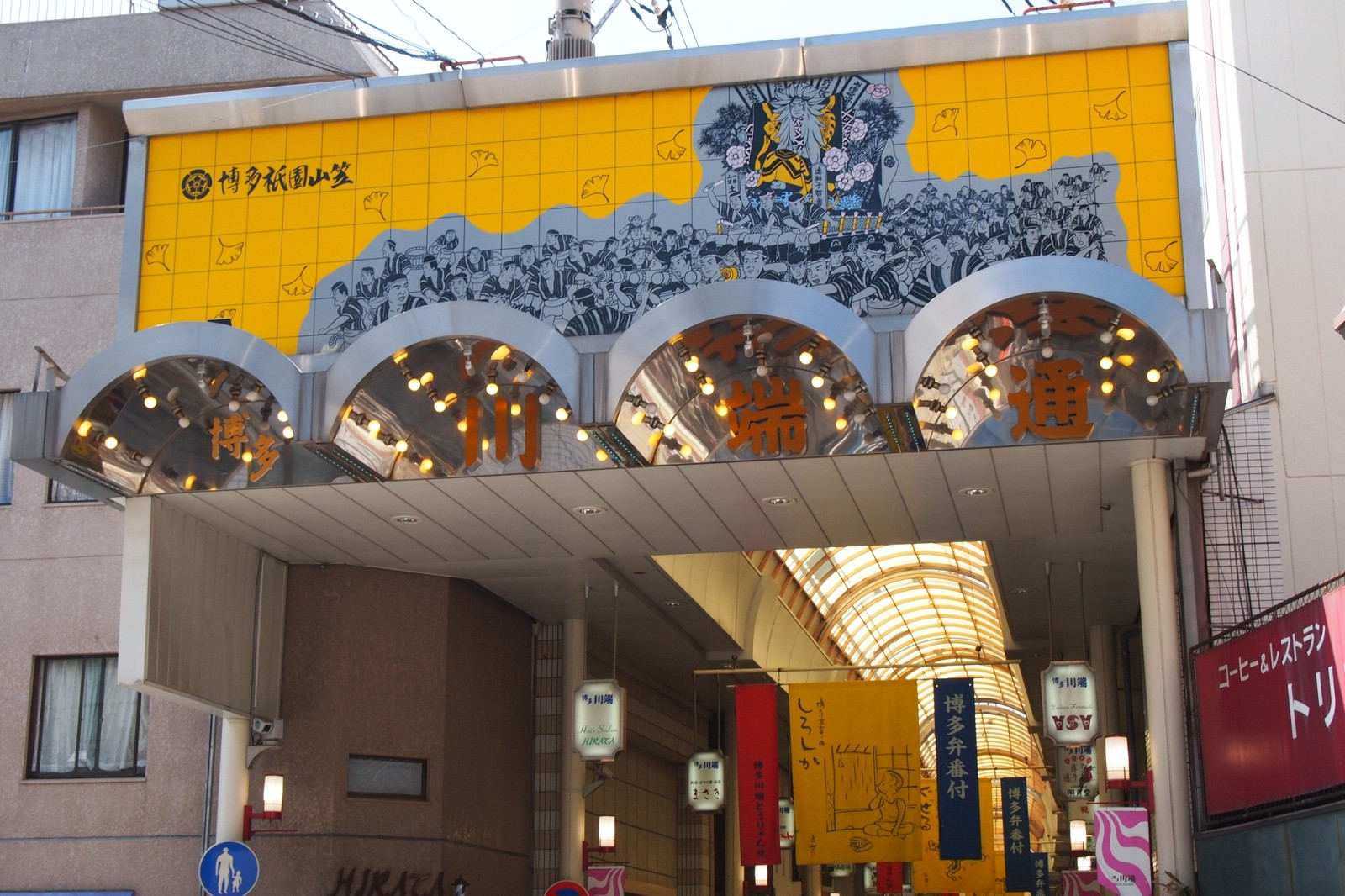
入口（櫛田神社寄り）

川端通商店街（かわばたどおりしょうてんがい）は、福岡県福岡市博多区上川端町にある商店街。

## 概要
博多川沿いに北西から南東におよそ400メートルの長さがあり、約100件の店舗が並ぶ。商店街の上部はアーケードで被覆されている全蓋式アーケード商店街である。
周囲はオフィスビルが立ち並ぶ福岡市のビジネス街である。天神と呉服町の中間に位置し、また博多川を挟んだ西側は歓楽街として有名なは中洲である。北側に博多リバレイン（イニミニマニモ、博多座）、南側にやや離れてキャナルシティ博多と、近隣には観光客に人気の大型複合商業施設もある。そのため商店街の人通りは多く、特に休日は人出で賑わう。1日の平均通行客数は平日で1万2千人、休祭日で2万5千人。観光客向けの商品を取り扱っている店舗もある。
北西端は明治通りで、福岡市地下鉄空港線・箱崎線 中洲川端駅がある。この北側入口のふくぎん博多ビル傍には川上音二郎の銅像がある。南東端は国体道路（国道202号）にほぼ接しており、櫛田神社西門やキャナルシティ博多に直結する歩道橋のエスカレーターがある。
明治通りと平行する道路が2本商店街を横切る。冷泉公園北側から明治橋で中洲に至る北側の道と、冷泉公園南側から博多橋で中洲に至る南側の道である。このうち北側の道が、かつて博多の自治組織の単位であった流のうちの土居流と大黒流の境界におおむね相当する。
川端通商店街という呼称は通称の1つであり、商店街内でも「川端商店街」「上川端通」「博多川端」などと統一されていない。商店街の組合も、商店街を横切る北側の道を隔てて上川端商店街振興組合と川端中央商店街振興組合とに分かれており、博多祇園山笠ではそれぞれ別個に飾り山を立てている。このうち上川端商店街の飾り山が走る飾り山である。
かつては明治通りを越えた北側の下川端町には下川端商店街・寿通商店街があったが、下川端地区再開発事業により博多リバレインとして生まれ変わった。住居表示により町名は消えたが、博多祇園山笠の当番町として名称が残っている。

## 特徴

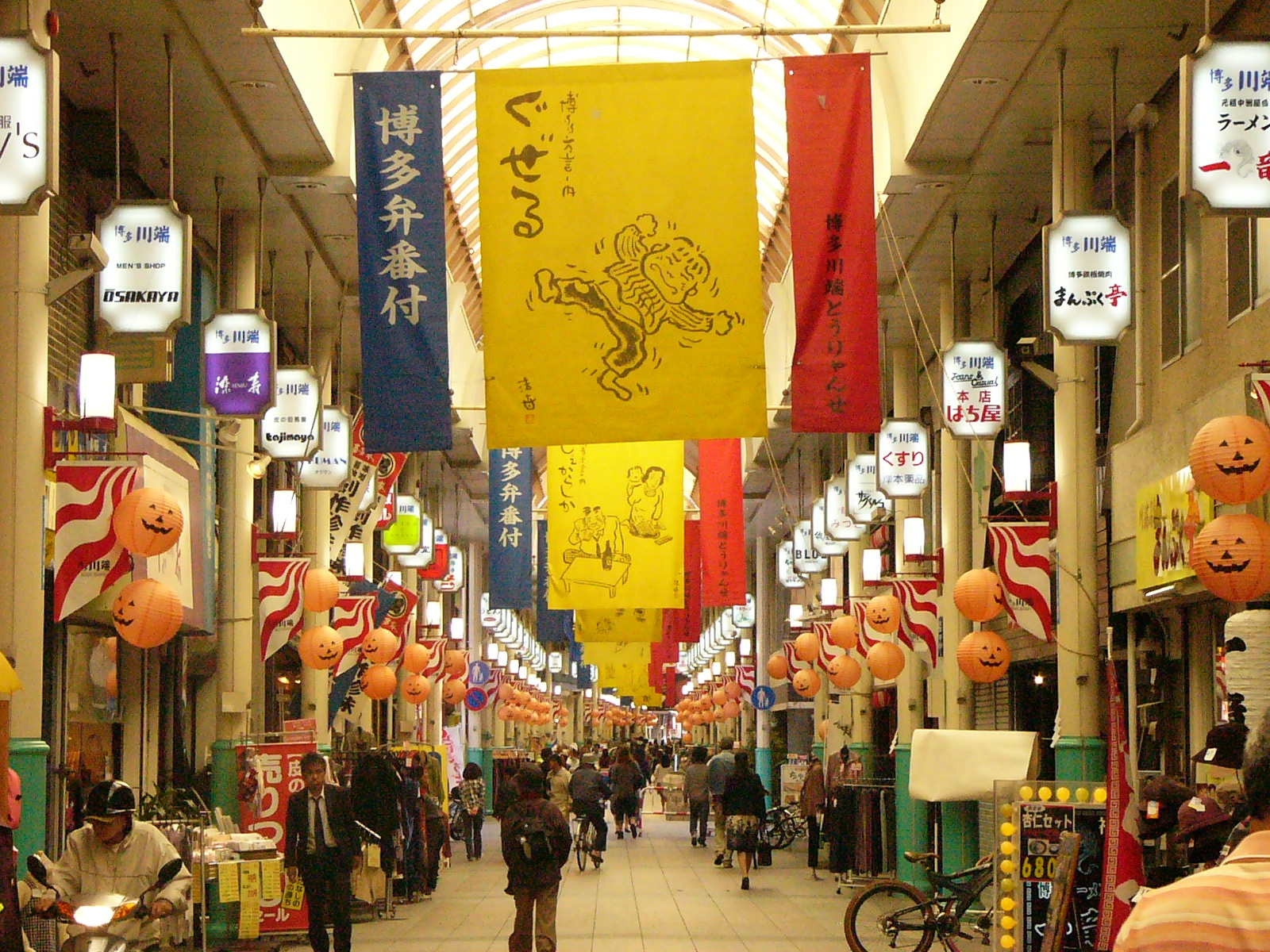
博多弁番付の垂れ幕がかかった川端通商店街

11月16日から20日までの期間には誓文（せいもん）払いと呼ばれる大規模セールを行う。これは下川端の漬物屋を営んでいた八尋利兵衛が、大阪の蛭子市で目にした誓文払いの繁盛ぶりを参考に、他の店舗の賛同を得て1879年（明治12年）から始めたもの。戦後まではせいもん晴れと呼ばれていた。ちなみにこの八尋利兵衛は両国花火を参考に那珂川で花火大会を催し、それは現在の西日本大濠花火大会となった。
川端ぜんざいと銘打ったぜんざいが有名。強い甘味が特長。商店街の一角に「川端ぜんざい広場」というコーナーがあり、そこには山笠期間外でも飾り山が飾られている。ぜんざい広場のぜんざい店は金・土・日・祝日（連休の場合のみ）と祭事期間中に営業。
周囲に寺が多いため、仏壇・仏具店が多い。はせがわの福岡本社・福岡本店もこの商店街にあり、はせがわビルには「はせがわミュージアム福岡」が入っている。
博多祇園山笠の時期には観光客で賑わい、山笠関連の観光客向け商品を取り揃える。商店街の中には飾り山笠が2本立ち、土居流と大黒流の舁き山が商店街を通過する。
博多祇園山笠のほか、博多どんたくや博多おくんちでも祭事の行列が商店街を通過する。
博多弁の紹介をする幕をアーケード下に吊るす。
中洲の東隣のため、近年はクラブで働く女性向けの店舗が増えた。

## 交通
- 福岡市地下鉄空港線・箱崎線 中洲川端駅に直結。
- 福岡市地下鉄七隈線 櫛田神社前駅
- 西鉄バス「川端町」バス停、「キャナルシティ博多」バス停下車